# جیم نوین
جیم نوین (انگلیسی: Jim Nevin; ۲۶ ژانویهٔ ۱۹۳۱ – ۱۰ اوت ۲۰۱۷) دوچرخه‌سوار اهل استرالیا بود. وی در بازی‌های المپیک تابستانی ۱۹۵۲ و ۱۹۵۶ شرکت کرده‌است.